# Гакен, Мария Васильевна
Мария Васильевна Гакен (20 июня 1894, Себеж, Витебская губерния — 22 ноября 1977, Москва) — советский архитектор. Одна из авторов проекта здания Госторга на Мясницкой улице в Москве.

## Биография
Мария Гакен родилась 20 июня 1894 года в городе Себеж Витебской губернии. Работала в различных жилищно-строительных конторах Москвы. В 1921 году окончила Московский институт гражданских инженеров со званием архитектора. В 1925 году в качестве соавтора принимала участие в проектировании и строительстве здания Госторга на Мясницкой улице (архитектор Б. М. Великовский). В 1932 году вступила в Союз архитекторов СССР. В 1933—1939 годах работала в Гидростройпроекте под руководством А. В. Самойлова. В 1924—1954 годах работала в архитектурно-проектной мастерской В. А. Веснина при Министерстве нефтяной промышленности СССР. В 1954—1958 годах работала в специальном архитектурно-проектном бюро. В 1958 году вышла на пенсию.
Среди реализованных работ Марии Гакен дом отдыха в Сочи, клуб-столовая и школа на 320 учащихся в Средволгострое и другие сооружения. Принимала участие в архитектурных конкурсах. В 1947 году принимала участие в работах по обмеру Спасо-Преображенского собора в Переславле-Залесском.
Умерла 22 ноября 1977 года. Похоронена на Востряковском кладбище.